# Consell General del Mosel·la

Logo actual del Consell General del Mosel·la

El Consell General del Mosel·la és l'assemblea deliberant executiva del departament francès del Mosel·la a la regió del Gran Est. La seva seu es troba a Metz, a l'est de l'illa de Petit-Saulcy. Des de 2011, el president és Patrick Weiten (Divers droite)

## Antics presidents del Consell
- 2011 - : Patrick Weiten
- 1992 - 2011 : Philippe Leroy (UMP)
- 1982 - 1992 : Julien Schwartz
- 1979 - 1982 : Jean-Marie Rausch (PRG)
- 1954 - 1979 : Paul Driant (RPF)
- 1936 - 1954 : Robert Sérot (RI)
- 1924 - 1936 : Guy de Wendel

## Composició
El març de 2011 el Consell General de Mosel·la era constituït per 51 elegits pels 51 cantons del Mosel·la.
| Partit                        | Sigles | Electes |
| ----------------------------- | ------ | ------- |
| Oposició (22 escons)          |        |         |
| Partit Socialista             | PS     | 19      |
| Partit Comunista Francès      | PCF    | 1       |
| Divers gauche                 | DVG    | 2       |
| Majoria (29 escons)           |        |         |
| Unió pel Moviment Popular     | UMP    | '18     |
| Divers Droite                 | DVD    | '7      |
| Moviment Demòcrata            | MoDem  | '2      |
| Nou Centre                    | NC     | '2      |
| President del Consell General |        |         |
| Patrick Weiten (DVD)          |        |         |

## Galeria de presidents del Consell General

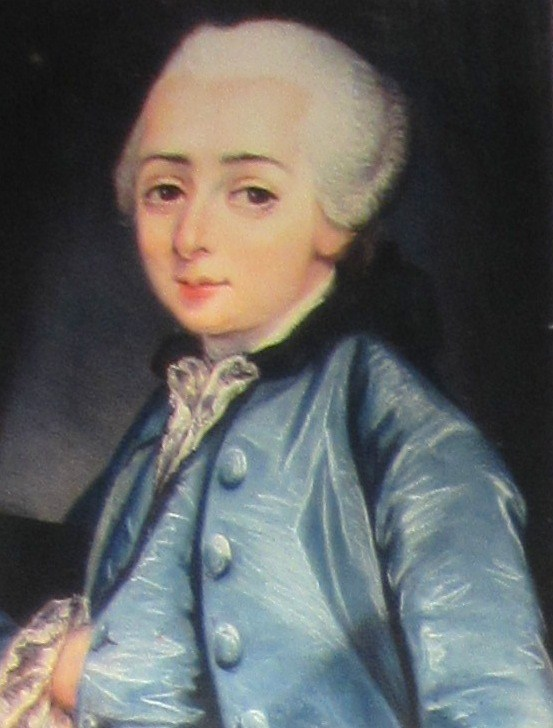
Philippe-Antoine d'Hunolstein.
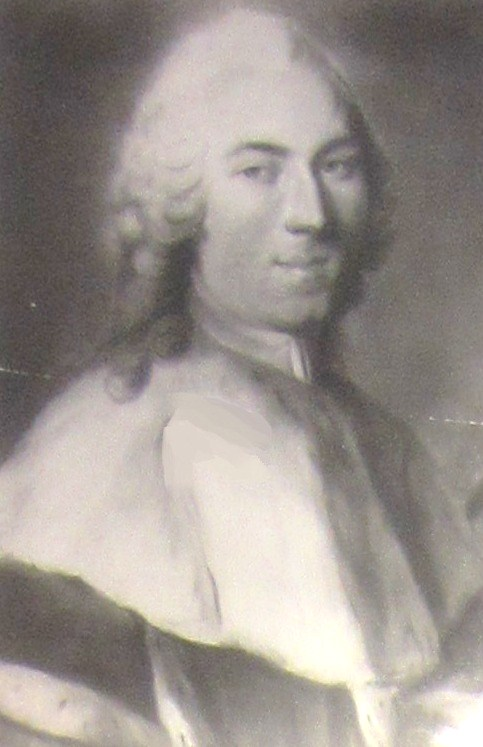
Laurent de Chazelles.
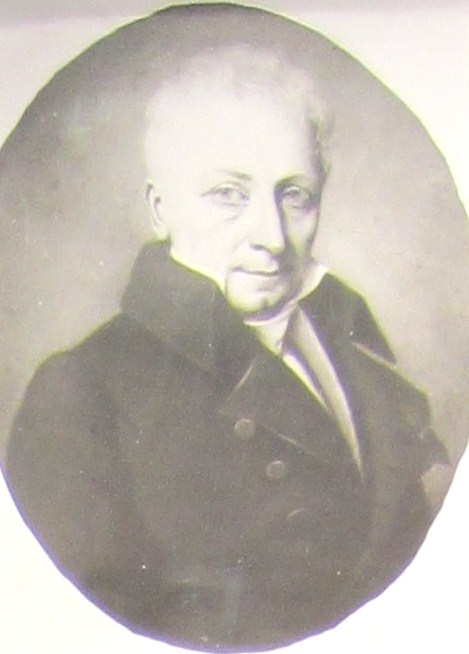
Charles-François Durand de Tichemont.
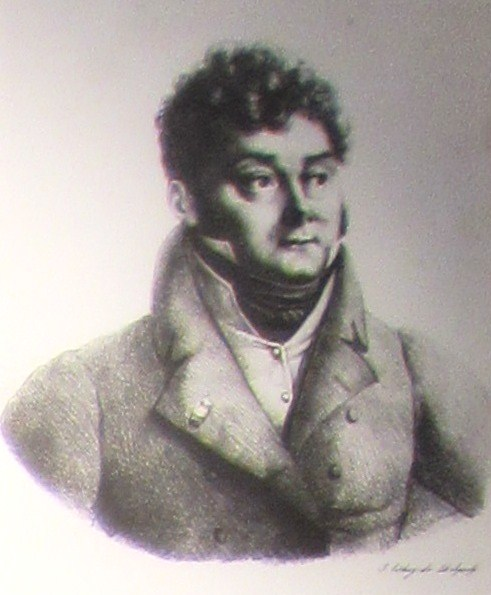
François de Wendel.
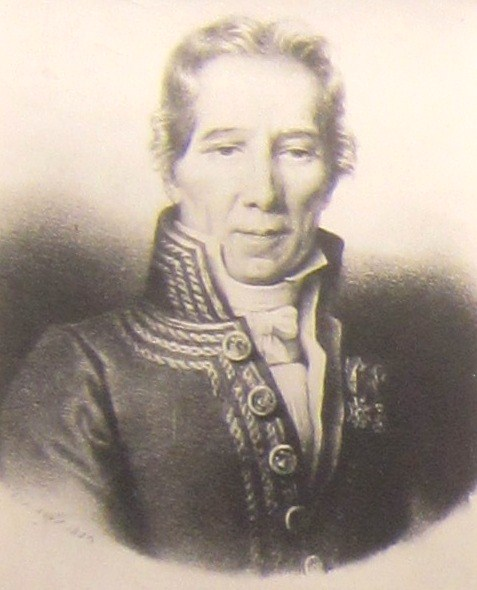
Joseph de Turmel.
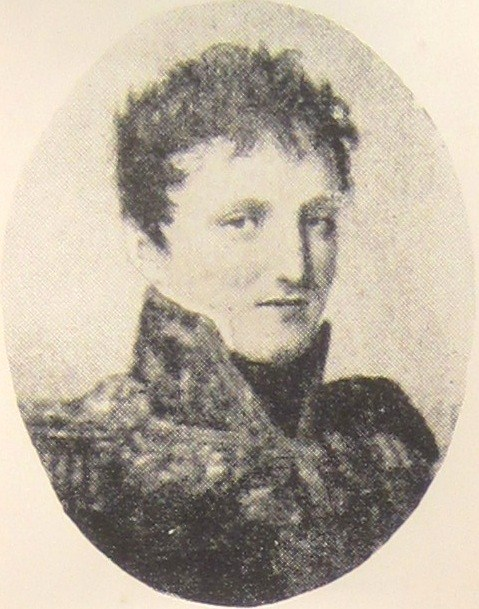
Jean-Baptiste Semellé.
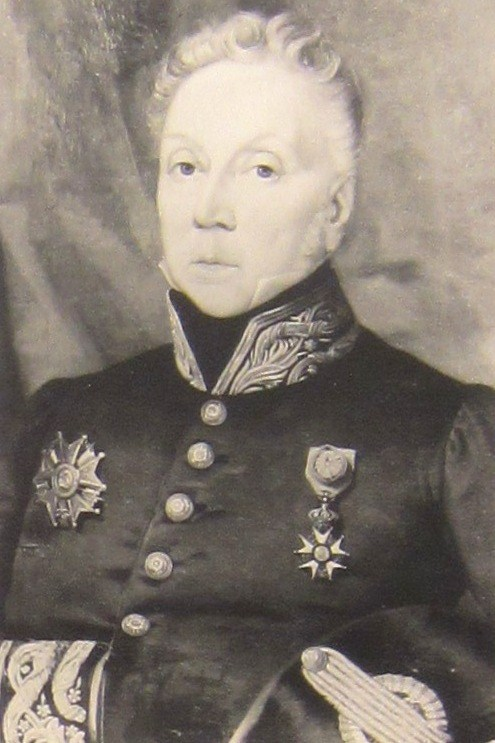
Gilbert-Jean-Baptiste Dufour.
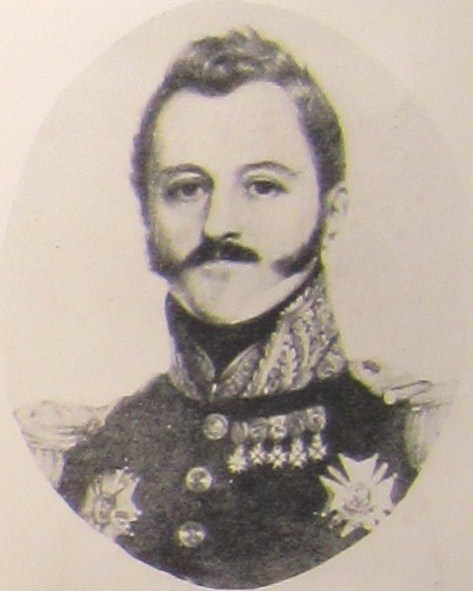
Antoine-Virgile Schneider.
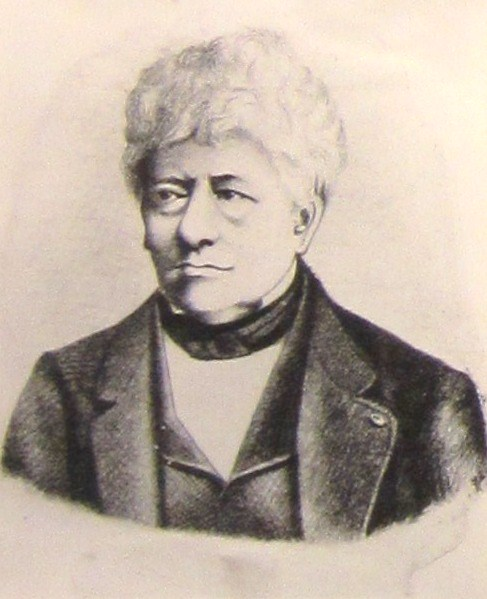
Félix Maréchal.
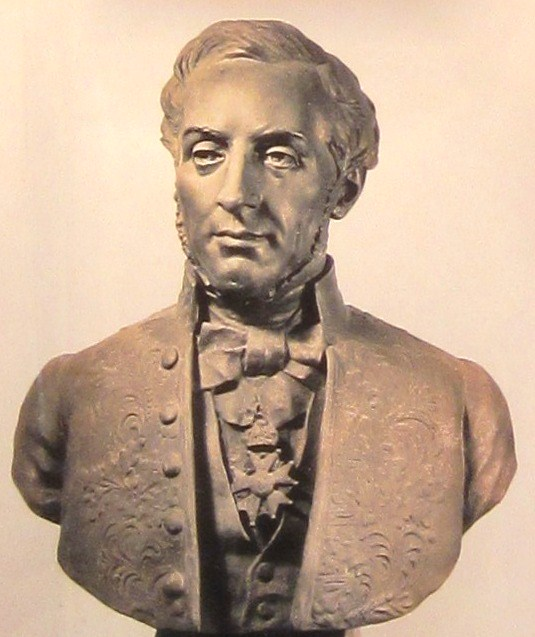
Louis Napoléon-Charles de Ladoucette.
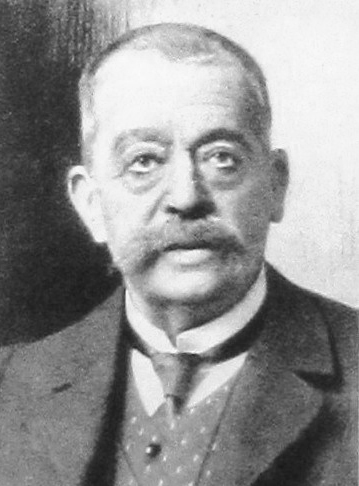
Édouard Jaunez.